# Parki Narodowe Południowej Afryki
W Południowej Afryce znajduje się 18 parków narodowych.
| Nazwa                                  | Rok założenia | Powierzchnia (km²) |
| -------------------------------------- | ------------- | ------------------ |
| Park Narodowy Addo Elephant            | 1931          | 1640               |
| Park Narodowy Augrabies Falls          | ...           | ...                |
| Park Narodowy Bontebok                 | 1961          | 27,86              |
| Park Narodowy Drakensberg              | ...           | ...                |
| Park Narodowy Golden Gate Highlands    | 1963          | 116,3              |
| Park Narodowy Góry Stołowej            | 1998          | 221                |
| Park Narodowy Karru                    | ...           | ...                |
| Transgraniczny Park Narodowy Kgalagadi | 1999          | 38000              |
| Park Narodowy Krugera                  | 1898          | 18989              |
| Park Narodowy Mapungubwe               | 1947          | 920                |
| Park Narodowy Mountain Zebra           | ...           | ...                |
| Park Narodowy Pilanesberg              | ...           | ...                |
| Park Narodowy Richtersveld             | 1991          | 1624,45            |
| Park Narodowy Royal Natal              | ...           | ...                |
| Park Narodowy Sodwana Bay              | ...           | ...                |
| Park Narodowy Tsitsikamma              | ...           | ...                |
| Park Narodowy Wilderness               | ...           | ...                |
| Park Narodowy West Coast               | ...           | 275                |